# Rue du Coin-Brûlé
La rue du Coin-Brûlé (en alsacien : s'verbrennte Eck) est une voie de Strasbourg rattachée administrativement au quartier Gare - Kléber, qui va du no 5 de la rue du Fossé-des-Tanneurs au no 21 de la rue du 22-Novembre, d'où elle se prolonge par la rue des Drapiers. À l'est, la rue est reliée à la place Kléber par la rue de la Grange. 

## Histoire

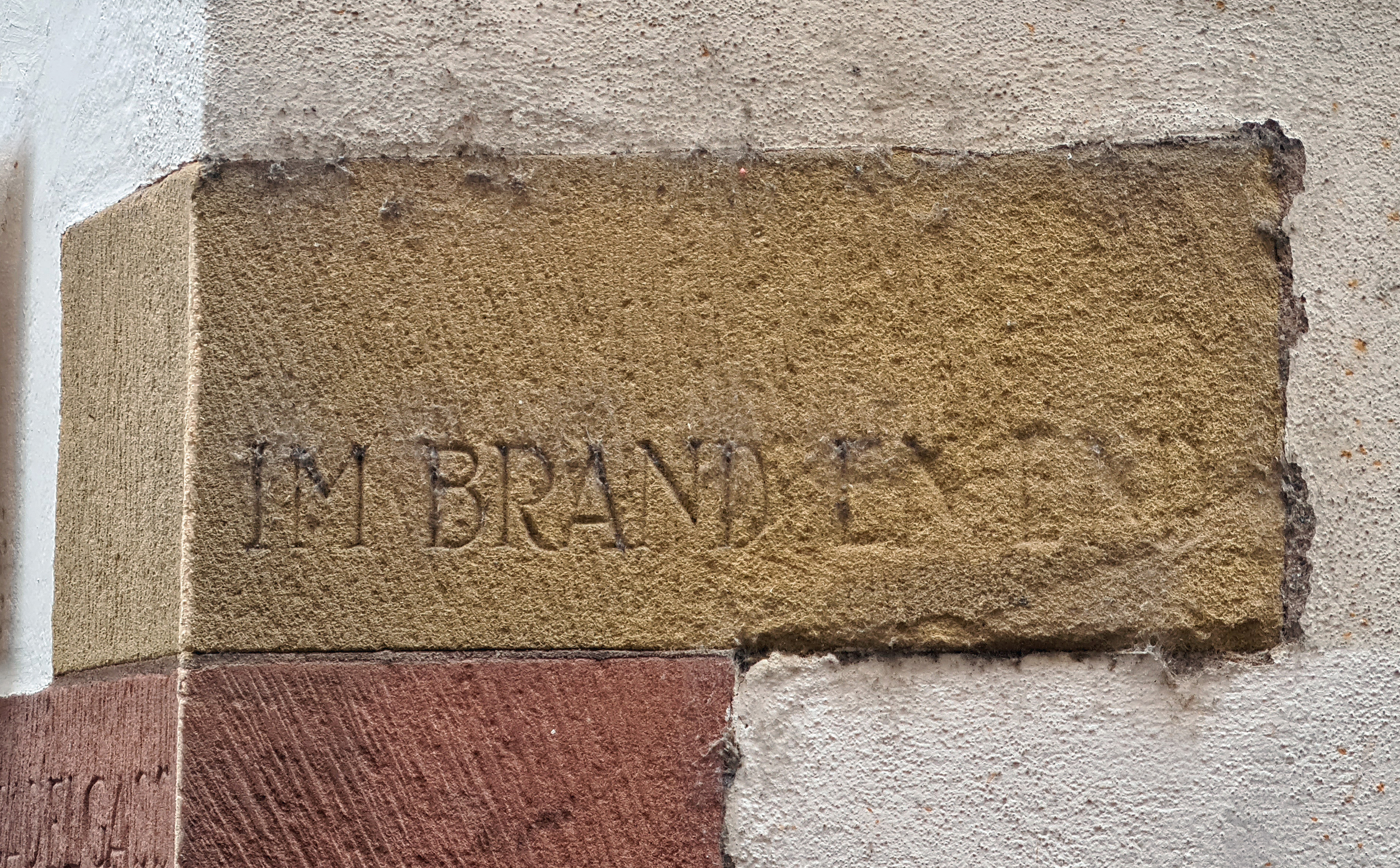
Ancien nom en allemand.

En 1384 un grand incendie anéantit la rue entière : 166 maisons des deux côtés du fossé des Tanneurs sont alors détruites. 
De nombreux béguinages se trouvaient dans ce quartier. Jusqu'au début du XVe siècle, on en comptait une quarantaine.
Au XIXe siècle, une géographie historique de la prostitution en Alsace fait apparaître le rôle joué par certaines habitations de ce quartier. Plusieurs maisons de la rue du Coin-Brûlé (notamment les nos 12, 14 et 23) sont ainsi fermées en 1851.

## Toponymie
La rue tire son nom de l'incendie de 1384. 

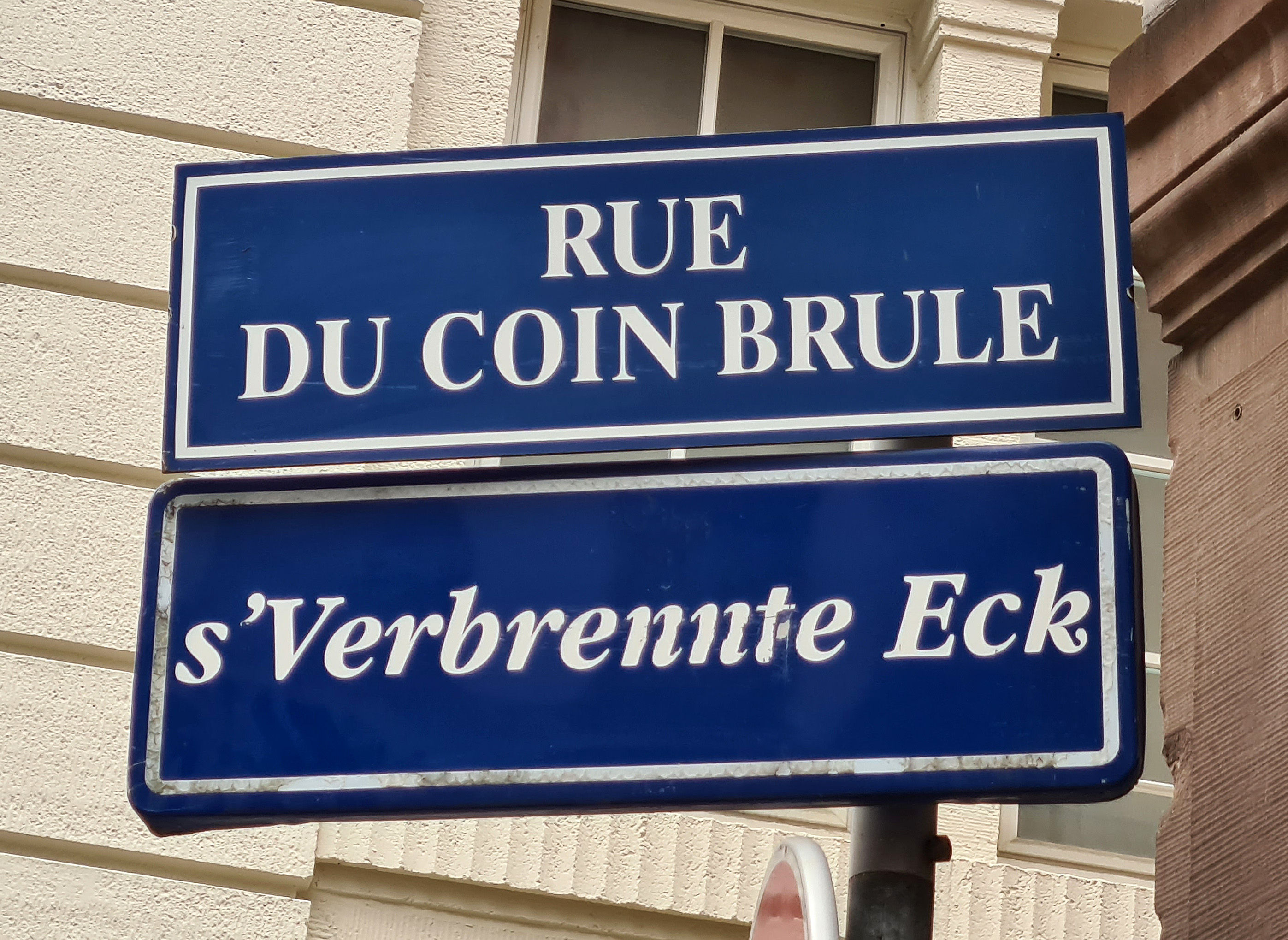
Plaque bilingue, en français et en alsacien.

Elle porte successivement les dénominations suivantes, en allemand ou en français : Am gebrannten End (1430), Zum Brendtenendt (1580), Brendenend (1735), rue du Bout du Feu (1791), rue du Coin Brûlé (1792, 1817, 1918), rue de Collioure (1792), Quartier Brûlé (1801), Brand ein End (1872, 1940), et, à nouveau, rue du Coin Brûlé à partir de 1945.
À partir de 1995, des plaques de rues bilingues, à la fois en français et en alsacien, sont mises en place par la municipalité lorsque les noms de rue traditionnels étaient encore en usage dans le parler strasbourgeois. Le nom de la rue est ainsi sous-titré s'Verbrennte Eck.

## Bâtiments remarquables
no 10- no 10 (1600).

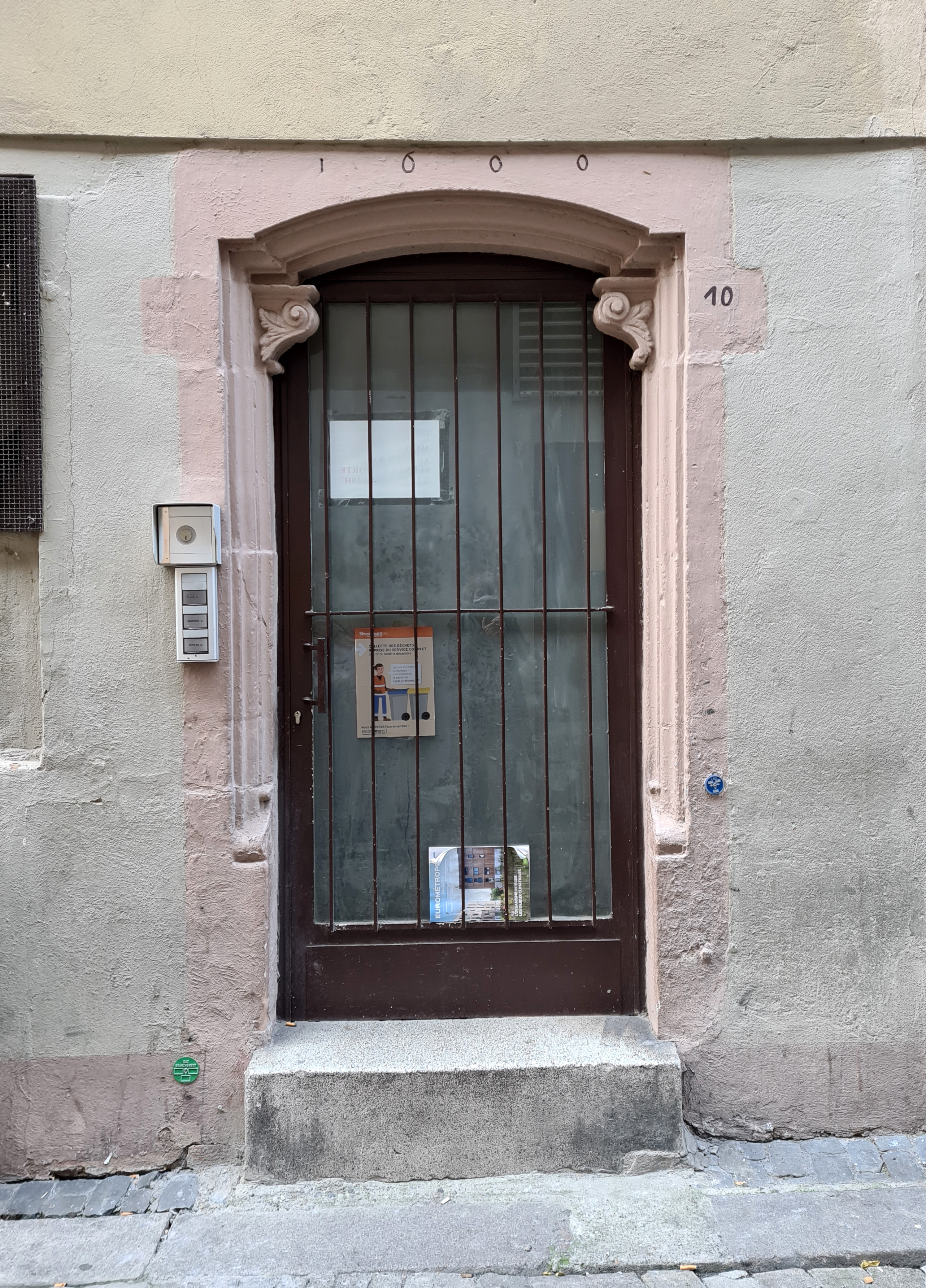
no 10 (1600).

C'est une maison Renaissance, dont la porte est datée de 1600.
nos 20-22 (anciens nos 6-5)Selon Adolphe Seyboth, le nom de cette maison, connue sous le nom de Zum Roraffen jusqu'au XVIIIe siècle pourrait trouver son origine dans le patronyme du marchand de laine Jean Rorahe, mentionné dès 1316. L'édifice actuel porte toujours une sculpture encastrée dans le mur au-dessus de la porte. Elle représente un singe accroupi dans les roseaux et croquant un fruit sphérique, pomme ou orange. Le singe et la pomme feraient référence au blason des Affel.

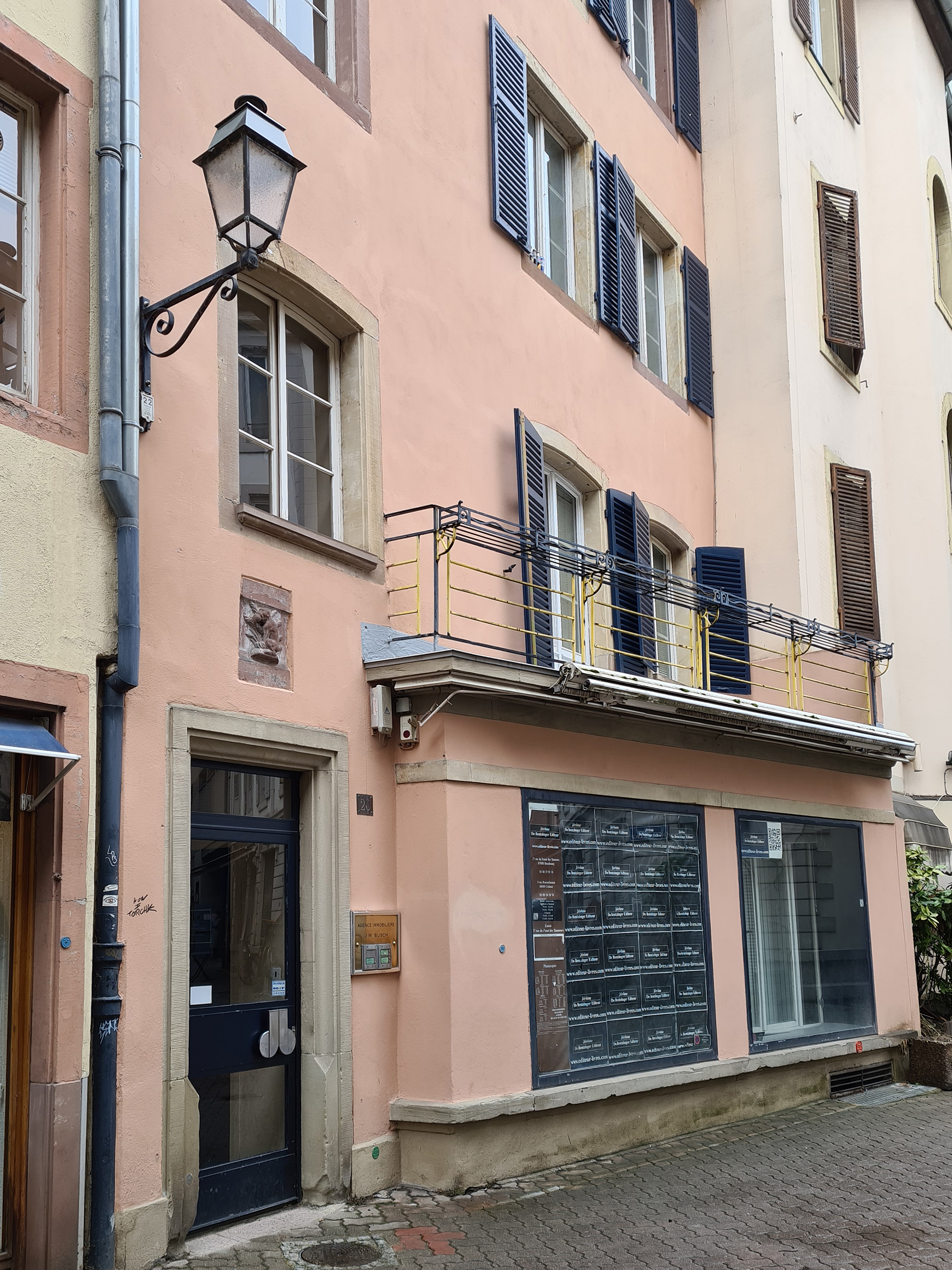
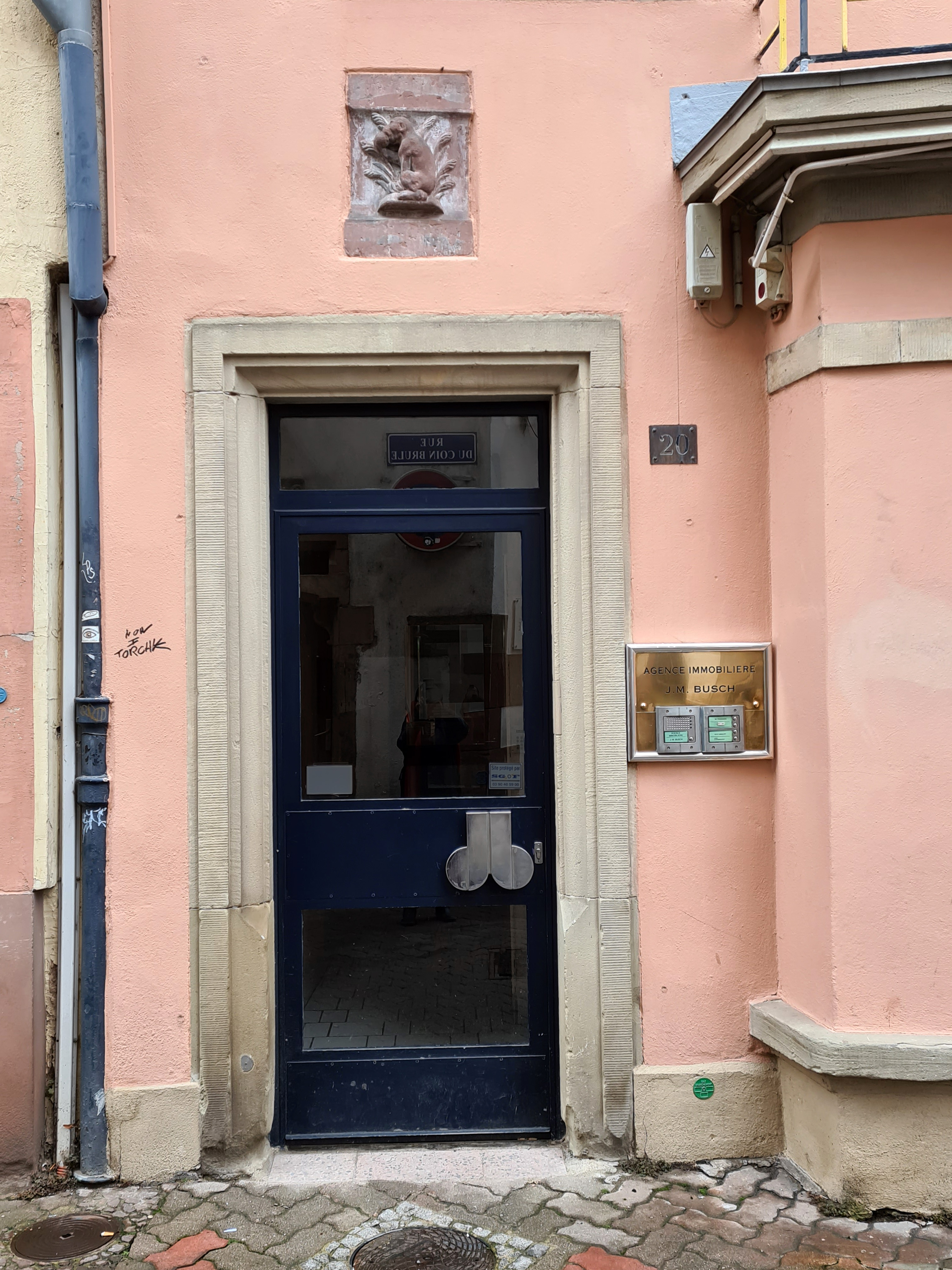
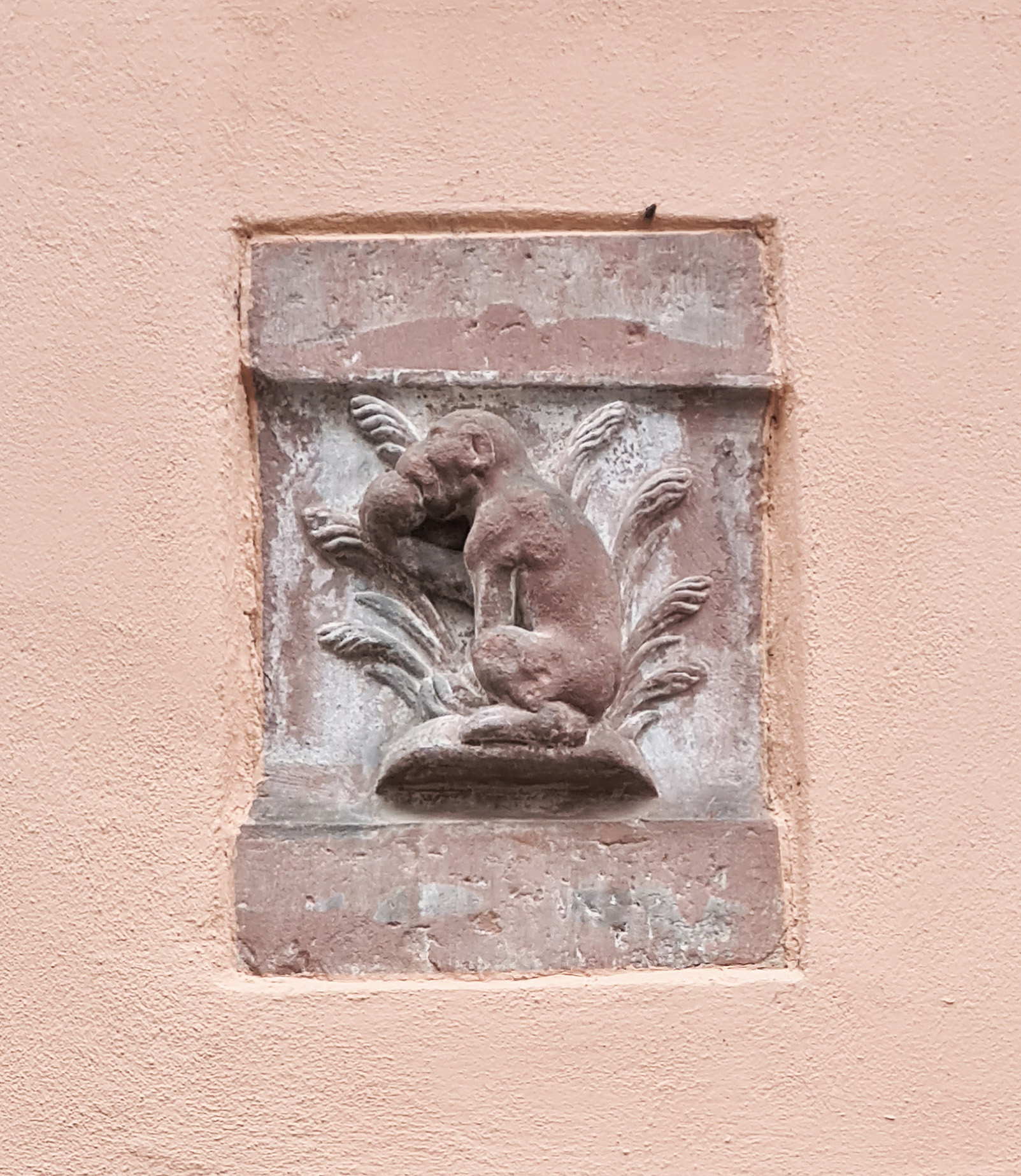

no 21 (ancien no 28)À partir de 1578, cet emplacement est occupé par une boulangerie. La maison à colombages actuelle, qui forme l'angle avec la rue de Grange, peut être datée du milieu du XVIIIe siècle selon une plaque gravée portant son nom, Zum Jüngling (« Au Jeune Homme »), et la date 1759.

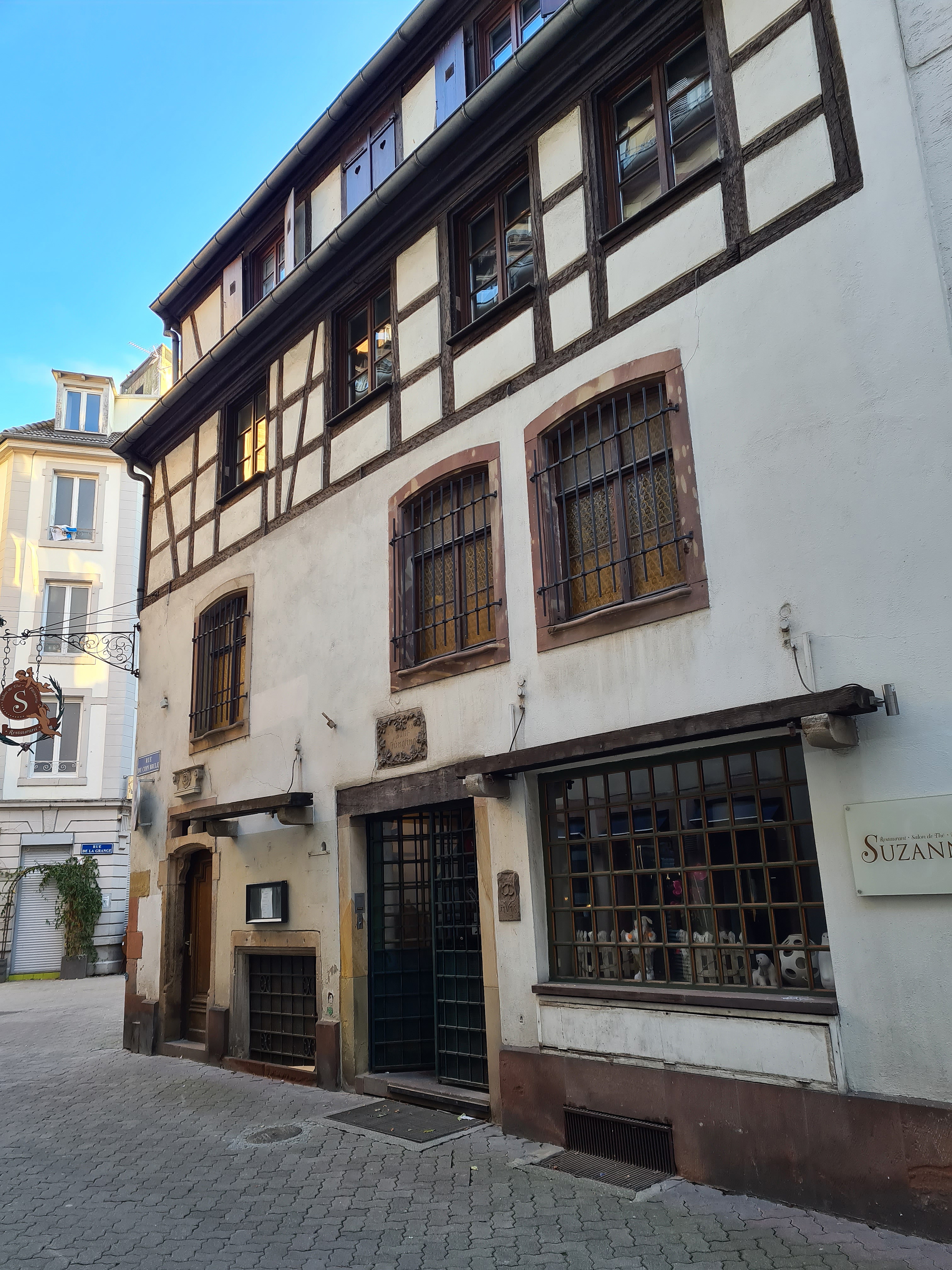
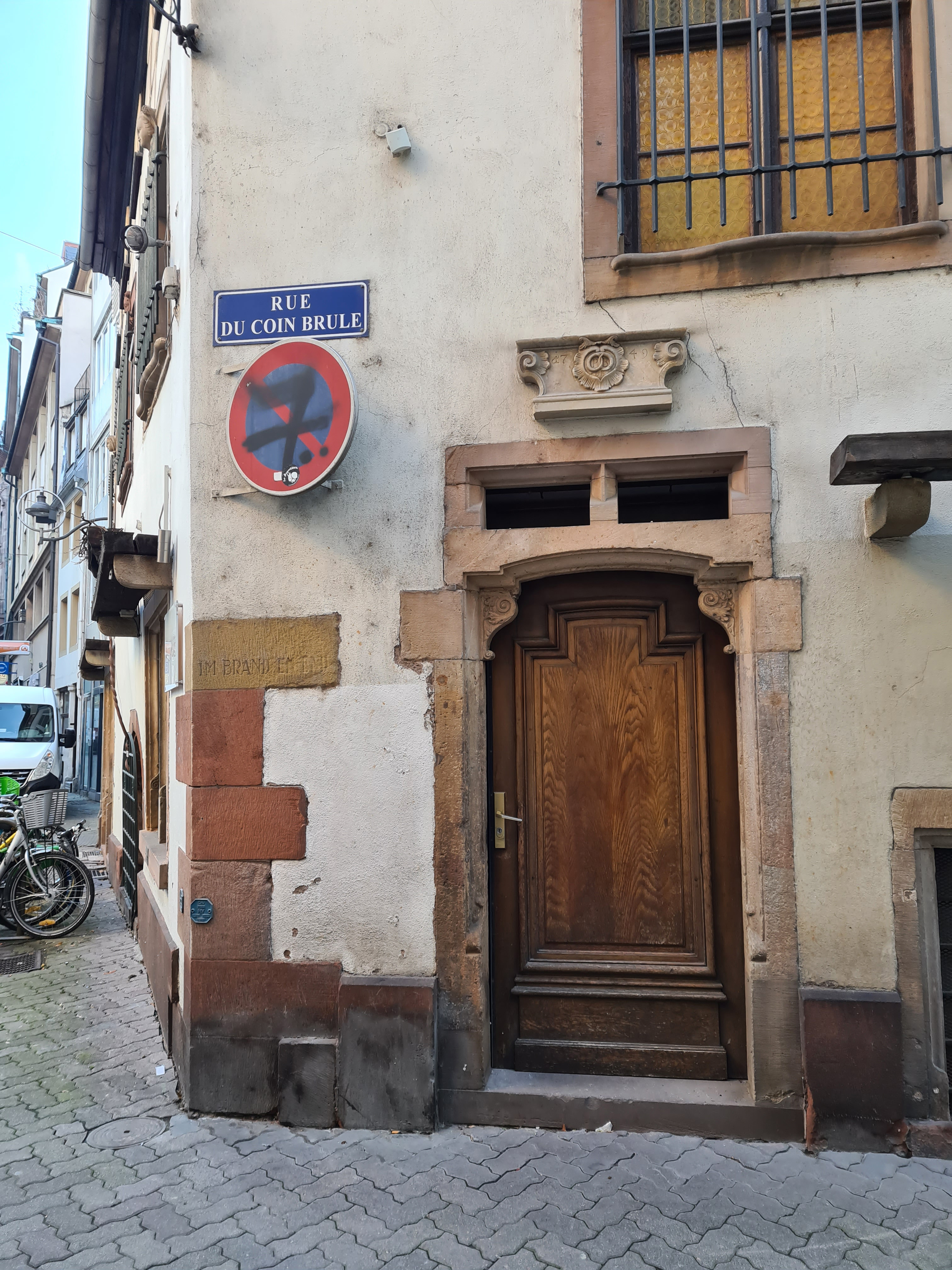
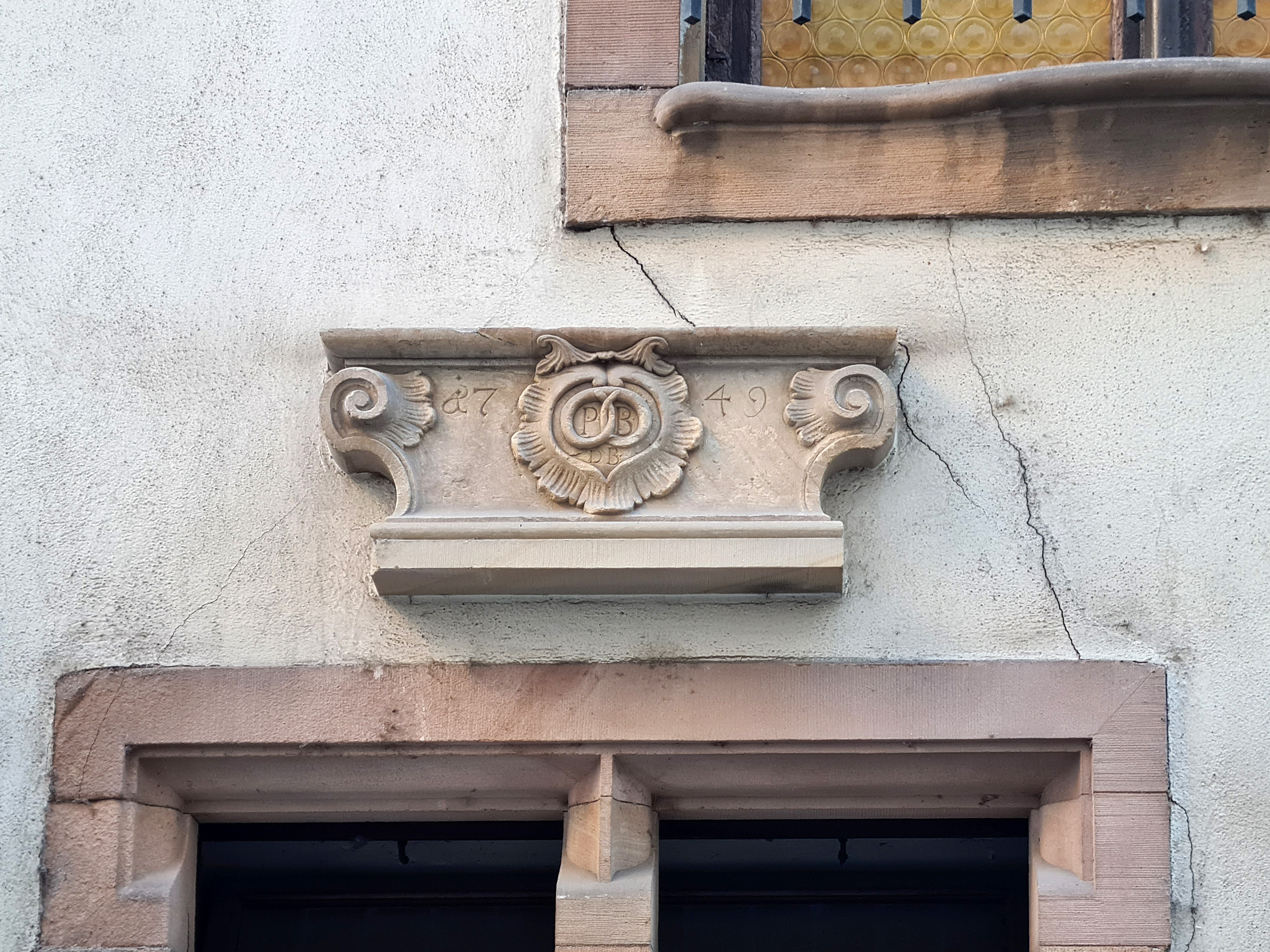
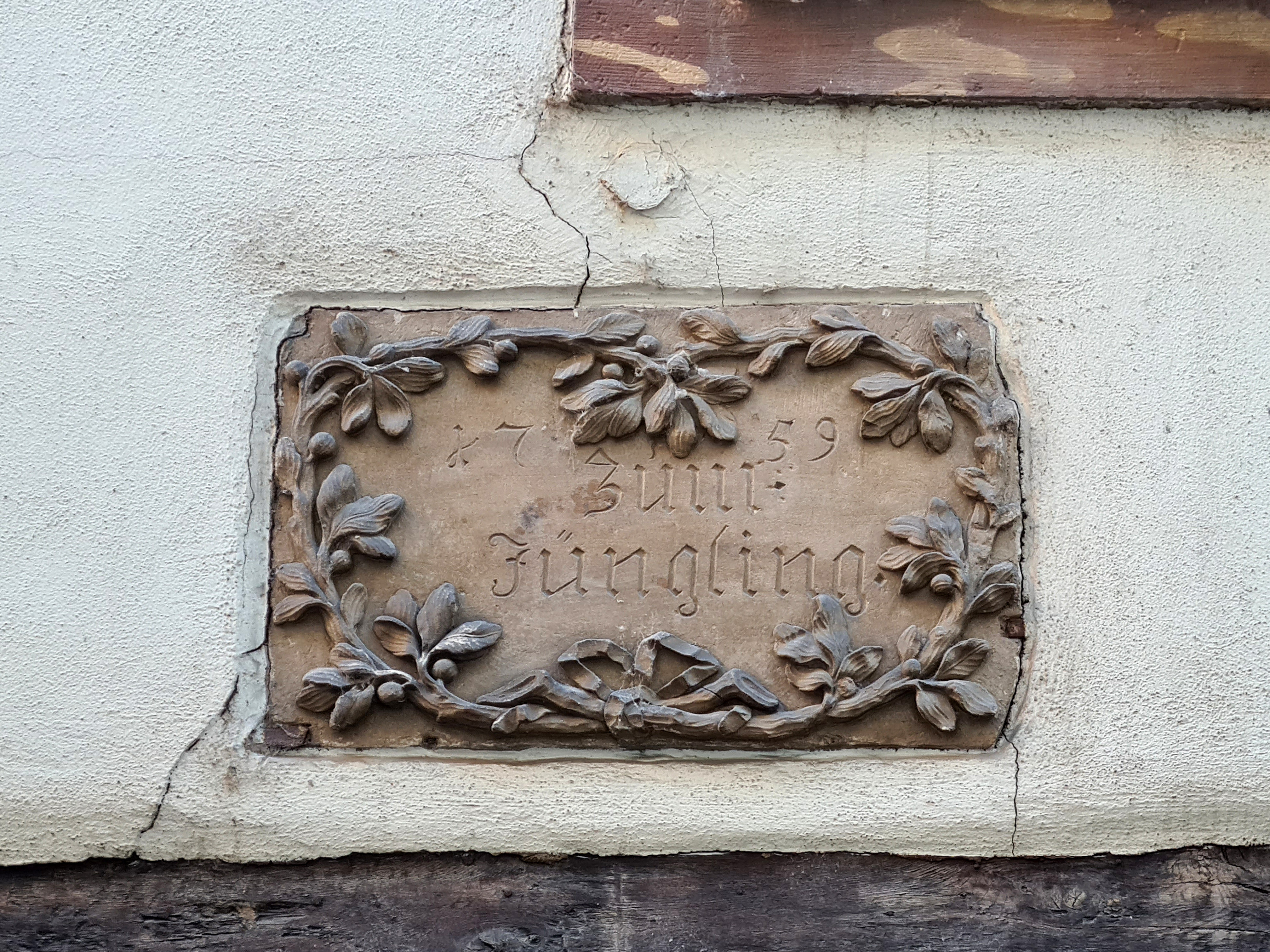
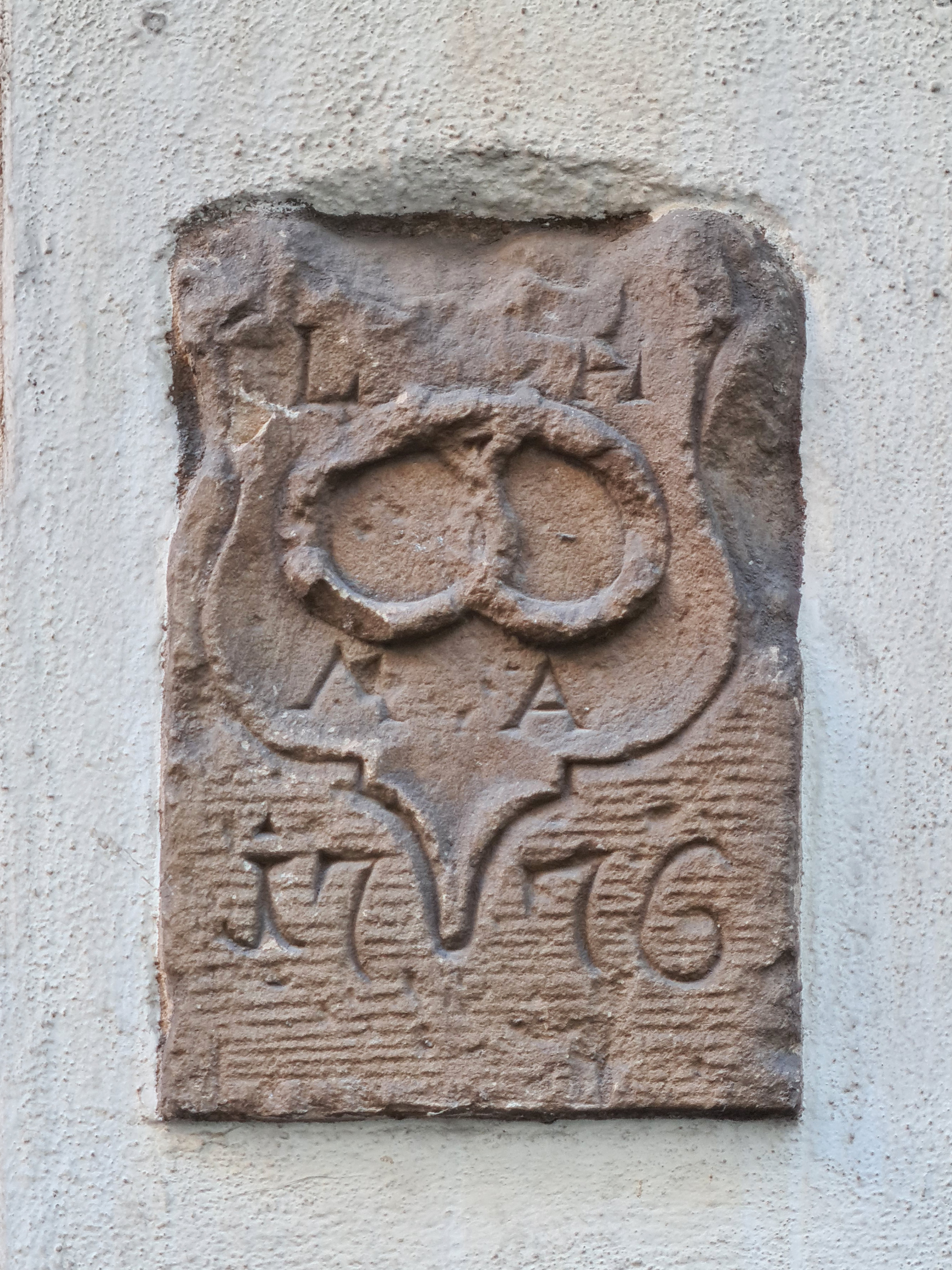

no 25

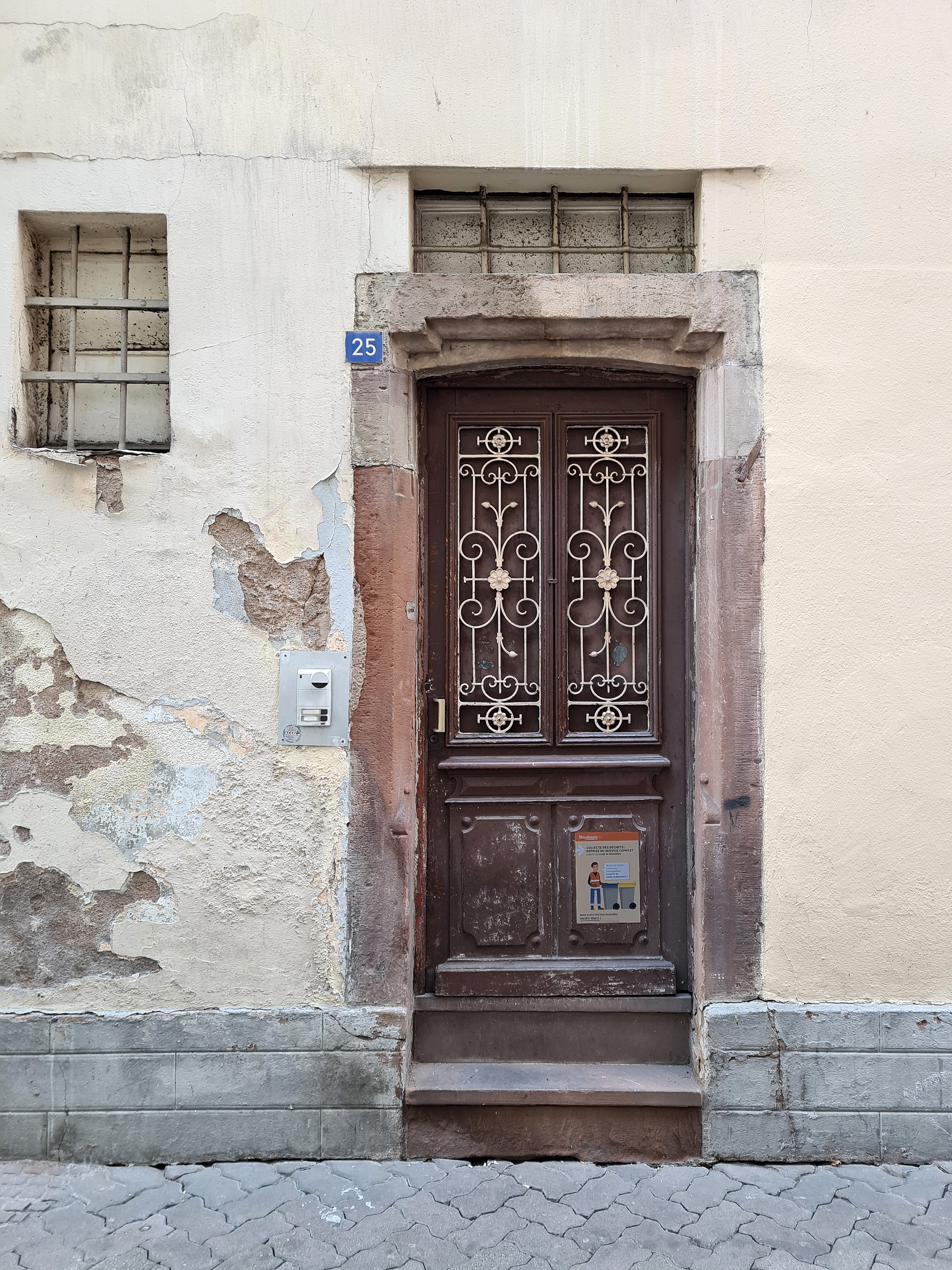
no 25.